# Prospalta decolorata
Prospalta decolorata là một loài bướm đêm trong họ Noctuidae.